# Salvatore Micale
Salvatore Micale (Aci Castello, 1919 – Visso, 13 marzo 1944) è stato un partigiano italiano, medaglia d'oro al valor militare alla memoria.

## Biografia
Si era arruolato volontario, nel 1938, nel 3º Reggimento artiglieria "Leonessa". Era poi passato nei paracadutisti e, nel marzo del 1943, era inquadrato nel 183º Reggimento fanteria "Nembo". Dopo l'8 settembre 1943, quando fu costituito il Corpo Italiano di Liberazione, Micale entrò a far parte del 185º reparto paracadutisti "Nembo". Il giovane sottufficiale si offrì per essere paracadutato in territorio occupato dai tedeschi. Quando, con alcuni commilitoni, fu lanciato nella zona tra Visso e Norcia, Micale fu sorpreso dal nemico che, dopo una dura lotta, lo trucidò sul posto col tenente Italo Gastaldi. Ferito questi, lo sostituiva incitando i compagni a continuare la lotta. Dopo lunga ed aspra resistenza, veniva fatto prigioniero e barbaramente trucidato.